# State of Matter MAAP Racing
El State of Matter MAAP Racing, (codi UCI: SOM) va ser un equip ciclista professional australià. Fundat el 2012, va pujar a categoria Continental el 2015.

## Principals victòries

### Grans Voltes
- Tour de França
  - 0 participacions

- Giro d'Itàlia
  - 0 participacions

- Volta a Espanya
  - 0 participacions

## Classificacions UCI
L'equip participa en les proves dels circuits continentals i principalment en les curses del calendari de l'UCI Oceania Tour. Aquesta taula presenta les classificacions de l'equip als circuits, així com el seu millor corredor en la classificació individual.
UCI Àsia Tour
| Temporada | Classificació per equips | Millor ciclista en la classificació individual |
| --------- | ------------------------ | ---------------------------------------------- |
| 2016      | 78è                      | Jesse Kerrison (350è)                          |

UCI Oceania Tour
| Temporada | Classificació per equips | Millor ciclista en la classificació individual |
| --------- | ------------------------ | ---------------------------------------------- |
| 2015      | 6è                       | David Edwards (13è)                            |
| 2016      | 10è                      | Ryan Cavanagh (69è)                            |